# Memma
Memma (finska: mämmi, [ˈmæmːi]) är en traditionell finsk påskdessert. Den är en sorts rågmjölspudding eller gröt.

## Historia
Memma har en lång historia i finländsk matlagning och förekom hos värmlandsfinnar. Rätten har på senare år även fått vidare spridning i Sverige.
Memma var ursprungligen en folklig rätt i Finland som inte åts i högre ståndskretsar. Senast under 1600-talet började den finskspråkiga befolkningen i sydvästra Finland göra en festmemma till påsken. Den skiljde sig från den vardagliga memman genom att den innehöll maltmjöl och gräddades i ugn i näverrivor. Under 1800-talets lopp blev memman mycket populär bland borgerskapet och åts under hela våren ända fram till midsommaren vid festliga tillfällen.
På 1950-talet blev memman något som så gott som alla i hela Finland kände till. I det efterkrigstida Finland behövde man nationalsymboler och memman var så speciell, både till utseende och till smak, att den lämpade sig väl som nationalrätt. Memmarecept hade också tagits med i kokböckerna och lärdes ut i husmodersskolorna, dock med en något förenklad tillverkningsprocedur.

## Utseende och tillverkning
Memma är huvudsakligen gjord på rågmjöl, malt och sirap. Rätten har en mycket karakteristisk klibbig konsistens och mörkbrun färg med mustig, söt doft av sädesslag. Memma äts vanligtvis med grädde, mjölk eller kaffegrädde, och ofta med strösocker. En modern variant är att servera memma med vaniljglass.
Traditionellt var det en lång procedur att laga memma. Det tog över ett dygn, för den skulle ömsom hållas ljum, ömsom vispas kraftigt och länge med bunken stående ute i snön, för att till slut baddas i timmar i ugnen.
Memman förvarades förr i näveraskar, rivor, men de har numera ersatts av pappaskar. Den färdiga memman måste förvaras kyld; ofta fryses memman före distribution till butik. En känd tillverkare är Kymppi-Mämmi i Toijala i Birkaland, Finland. I Sverige tillverkar och distribuerar Fazer stora delar av säsongsproduktionen av memma.

## Liknande rätt

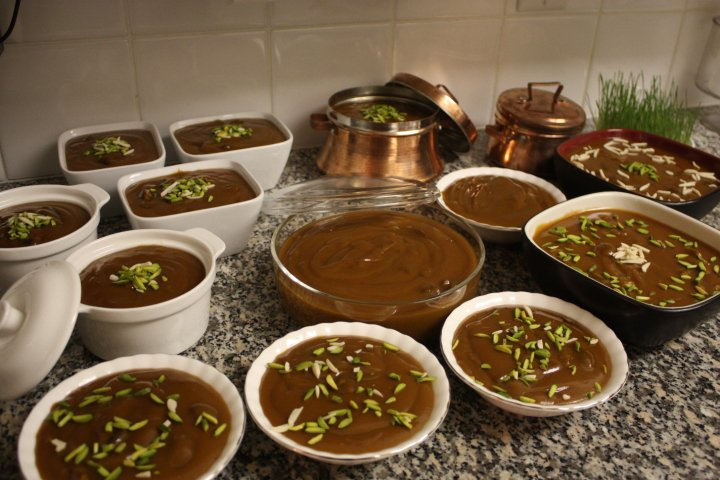
Den iranska nyårsrätten samanu har liknande karaktär.

Samanu, en produkt som påminner starkt om memma, förekommer som rätt på det persiska nyårsbordet (haft sin). Den äts i samband med firandet av det persiska nyåret nouruz. Till skillnad från memma tillverkas den på en bas av mjöl från groddat vete.